# Pep Boys 400K 1998
Pep Boys 400K 1998 var ett race som var den sjätte deltävlingen i Indy Racing League 1998. Racet kördes den 19 juli på Dover International Speedway. Scott Sharp tog över mästerskapsledningen genom att ta hand om sin andra seger för säsongen. Buddy Lazier slutade tvåa, medan Marco Greco tog den tredje och sista pallplatsen. Tidigare mästerskapsledaren Tony Stewart slutade åtta, och tappade ledningen till Sharp, men var i högsta grad med i kampen om titeln.

## Slutresultat
| Plats | Förare           | Team                   | Grid |
| ----- | ---------------- | ---------------------- | ---- |
| 1     | Scott Sharp      | Kelley Racing          | 4    |
| 2     | Buddy Lazier     | Hemelgarn Racing       | 14   |
| 3     | Marco Greco      | Phoenix Racing         | 3    |
| 4     | Davey Hamilton   | Nienhouse Motorsports  | 2    |
| 5     | Stéphan Grégoire | Chastain Motorsports   | 11   |
| 6     | Scott Goodyear   | Panther Racing         | 4    |
| 7     | Jim Guthrie      | Cobb Racing            | 20   |
| 8     | Tony Stewart     | Team Menard            | 1    |
| 9     | Arie Luyendyk    | Treadway Racing        | 10   |
| 10    | Kenny Bräck      | A.J. Foyt Enterprises  | 12   |
| 11    | Robby Unser      | Cheever Racing         | 16   |
| 12    | Brian Tyler      | Team Pelfrey           | 19   |
| 13    | Steve Knapp      | PDM Racing             | 5    |
| 14    | Raul Boesel      | McCormack Motorsports  | 9    |
| 15    | Greg Ray         | A.J. Foyt Enterprises  | 7    |
| 16    | Eddie Cheever    | Cheever Racing         | 17   |
| 17    | Sam Schmidt      | LP Racing              | 18   |
| 18    | Mark Dismore     | Kelley Racing          | 3    |
| 19    | Jeff Ward        | ISM Racing             | 8    |
| 20    | Jack Miller      | Crest Racing           | 15   |
| 21    | John Paul Jr.    | Byrd-Cunningham Racing | 13   |
| 22    | Scott Harrington | Riley & Scott Cars     | 22   |